# Fusileros Letones
Los Fusileros Letones (letón: Latviešu strēlnieki; ruso: Латышские стрелки) fueron originalmente una formación militar del Ejército Imperial Ruso formada a comienzos de 1915 en las Gobernaciones de Curlandia y de Livonia con el objetivo de defender las Gobernaciones del Báltico frente a los alemanes durante la Primera Guerra Mundial. Inicialmente, los batallones estuvieron formados por voluntarios, y desde 1916 por conscripción entre la población letona. Esta fuerza de élite imperial se convertiría luego, en el curso de la Revolución Rusa, en una unidad de choque bajo control de los bolcheviques.

## Antecedentes

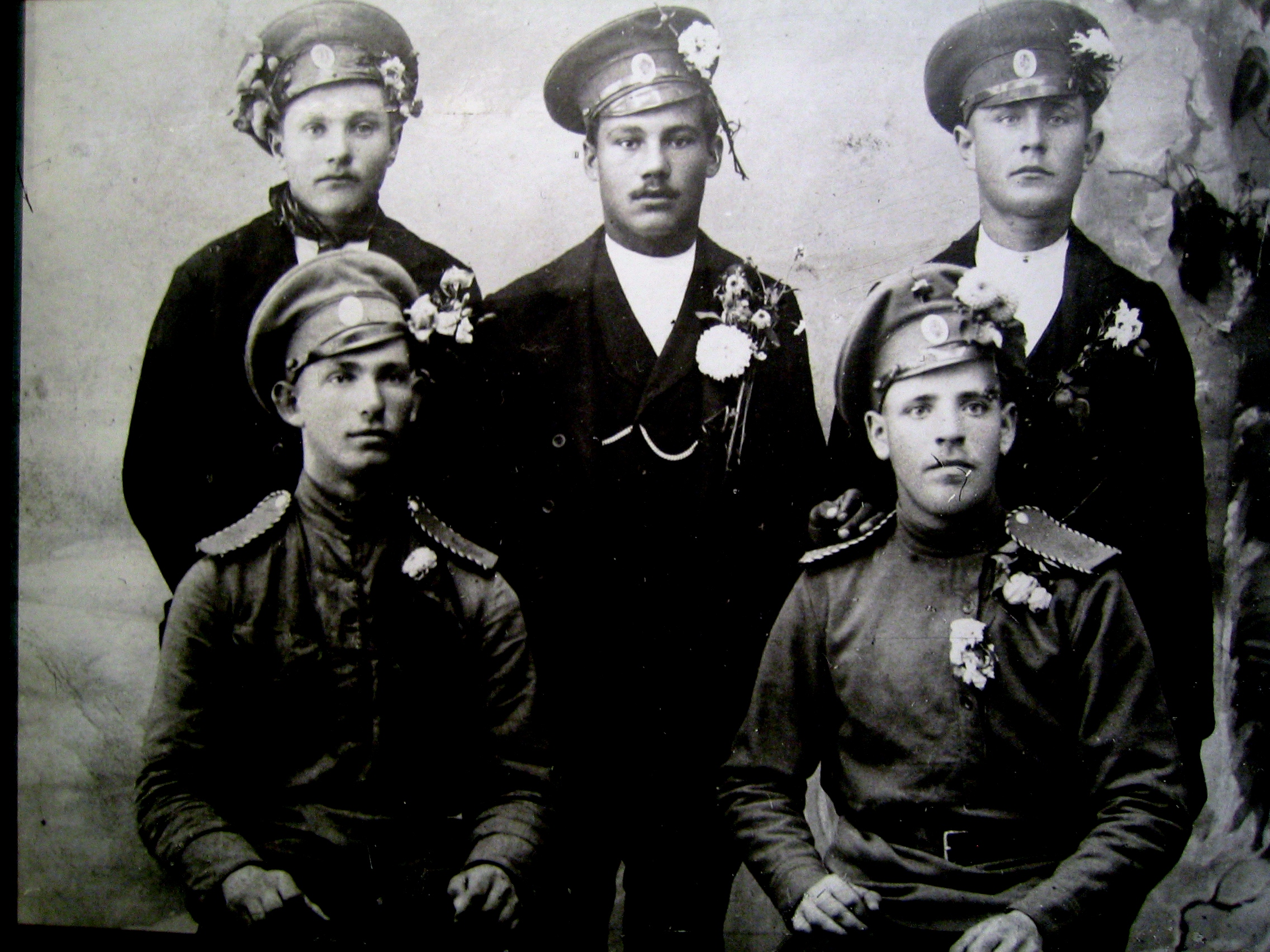
Voluntarios letones del Batallón de Fusileros de Kurzeme (1915).

Hacia finales del siglo XIX, Riga, la capital de Letonia, se convirtió en una de las ciudades más industrializadas del Imperio ruso. Alrededor de ochocientos mil obreros industriales, la mitad de ellos de las provincias bálticas, trabajaban allí. El Partido Obrero Socialdemócrata de Letonia (LSDRP) estaba bien organizado y sus elementos dirigentes fueron simpatizando crecientemente con los bolcheviques durante la Revolución de 1905.
Tras la derrota de la revolución, fueron organizadas expediciones de castigo por parte del Estado, grupos de resistencia armada –habitualmente vinculados al LSDRP– desencadenaron la guerra de guerrillas contra el régimen zarista. Muchos de esos combatientes fogueados fueron reclutados posteriormente en los Fusileros Letones. Al comienzo de la guerra mundial, en 1914, Indriķis Lediņš, el jefe de policía letón de Vladivostok, fue llamado desde el Lejano Oriente ruso y encargado de la creación de las unidades de caballería letona.

## Formación

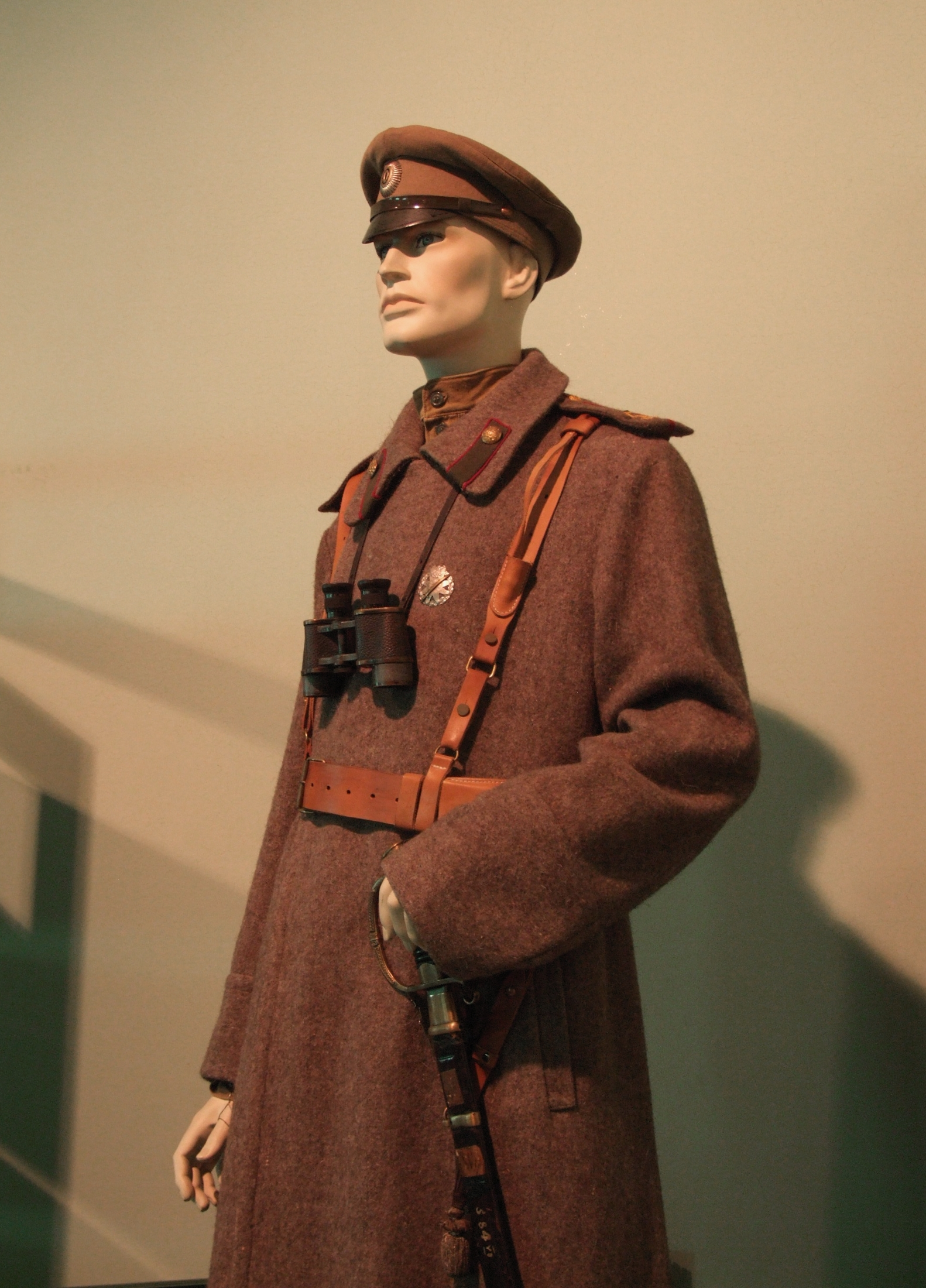
Uniforme de los Fusileros Letones de 1916.

En abril de 1915, cuando el Ejército alemán estaba avanzando por territorio letón, algunos destacados letones, liderados por Jānis Goldmanis, usaron su posición en la Duma para solicitar al zar que estableciese batallones íntegramente letones. En esos momentos, el zar ya había ordenado evacuar a ochentaicinco mil obreros industriales de Riga a Petrogrado y más de veinte mil letones habían acabado muertos, heridos o capturados en la lucha contra los alemanes. 

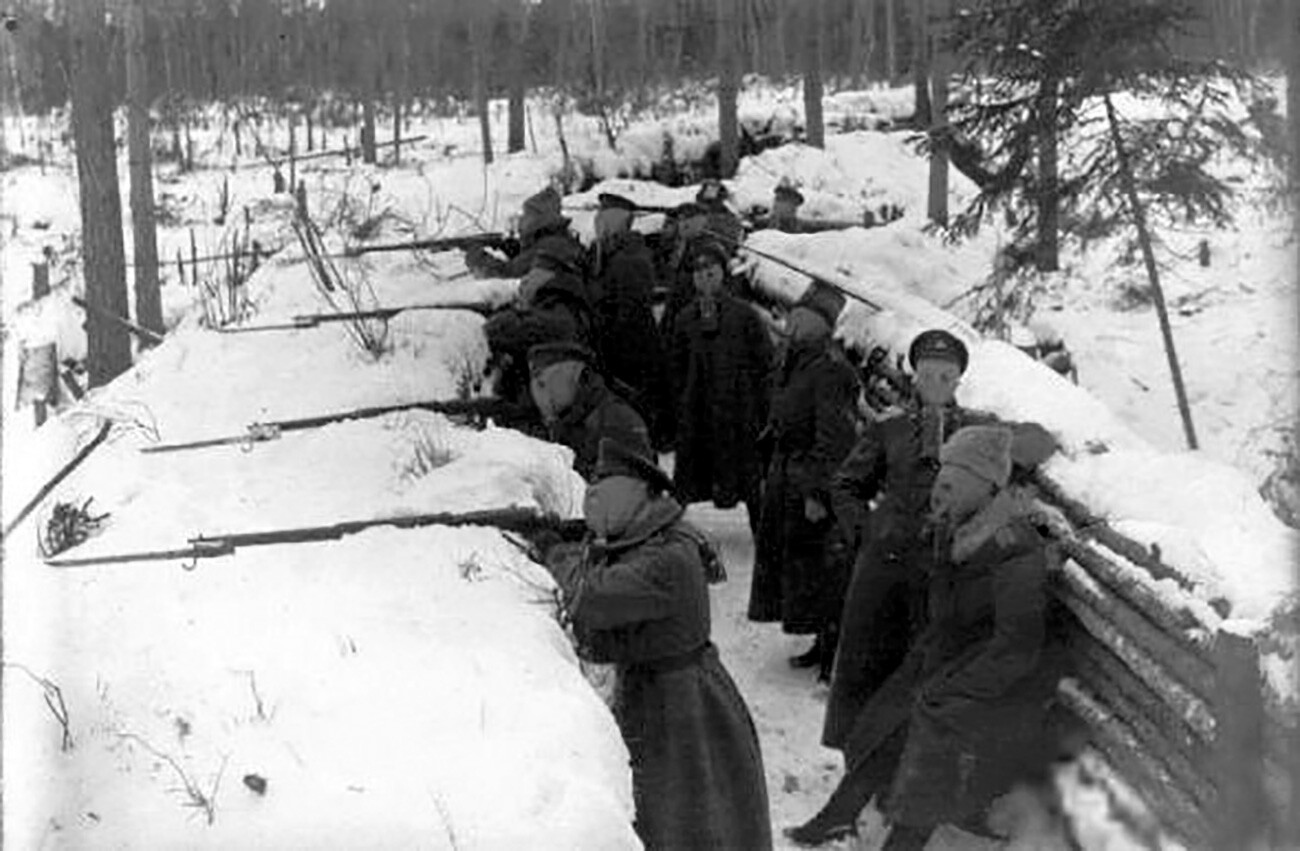
Fusileros Letones en las trincheras durante las Batallas de Navidad.

Mientras Alemania estuviera avanzando en Letonia, argumentaron, ese tipo de unidades serían particularmente efectivas. Los letones conocían el territorio y tenían una moral alta porque, a pesar de la política de rusificación, los sentimientos nacionalistas letones eran más antialemanes que antirrusos. En Jelgava, dos batallones de la Guardia Nacional Letona habían detenido ya a la vanguardia del avance alemán.
Tras los crecientes avances alemanes, la Stavka rusa aprobó la medida y el 19 de julio de 1915 el zar Nicolás II aprobó la formación de los Fusileros Letones. El mismo día, los diputados letones Jānis Goldmanis y Jānis Zālītis publicaron un llamamiento patriótico titulado Pulcējaties zem latvju karogiem (Agrupaos bajo las banderas letonas) en Riga. Los primeros voluntarios comenzaron a inscribirse el 12 de agosto en la capital letona. Se planificó formar dos batallones pero los voluntarios eran tantos que se formaron finalmente tres.
La salida de los primeros voluntarios letones de Riga a un campo de entrenamiento se transformó en una amplia manifestación nacional, debido a que eran las primeras unidades militares letonas con comandantes letones que se habían formado nunca. Los primeros batallones estaban formados principalmente por voluntarios, especialmente refugiados de Curlandia y obreros de las fábricas evacuadas desde Riga al interior de Rusia. Más tarde, un número de letones procedente de otras unidades rusas se unieron o fueron transferidos a los Fusileros Letones.
Durante la guerra, unos sesenta a setenta mil letones combatieron en los Fusileros Letones, a los que se suman otras unidades más pequeñas desperdigadas en el Ejército Imperial Ruso, unos ciento cincuenta a ciento sesenta mil, lo que hace cuantitativamente menor el aporte de esta división.

## Primera Guerra Mundial
Entre 1915 y 1917, los Fusileros Letones combatieron en el Ejército ruso contra los alemanes en posiciones a lo largo del río Daugava. En 1916, los batallones letones fueron transformados en regimientos mientras la leva comenzaba entre la población local. Asimismo, se formaron nuevas unidades de fusileros. En total, se formaron ocho regimientos de combate y uno de reserva. En diciembre de 1916 y enero de 1917, los Fusileros Letones sufrieron numerosas bajas en las Batallas de Navidad, de un mes de duración, que comenzaron con un ataque sorpresa sobre las posiciones alemanas durante las Navidades. A pesar de sufrir abundantes bajas, los Fusileros Letones lograron romper la línea de defensa alemana, pero el esfuerzo se malgastó al no profundizarse en el ataque. El Ejército ruso perdió más de veintiséis mil soldados en el fracasado ataque. Las bajas incluían ocho mil fusileros letones, en torno a un tercio de su número total en aquel momento. Las cuantiosas bajas causaron un fuerte resentimiento entre los fusileros contra los generales rusos y el zar. Este resentimiento llevó a un creciente apoyo a los bolcheviques, quienes defendían el final de la guerra.
Estructura de la División Unificada de Fusileros Letones. Formada en 1917:
- 1.ª Brigada de Fusileros Letones
  - 1.er Regimiento de Fusileros Letones de Daugavgrīva
  - 2.º Regimiento de Fusileros Letones de Riga
  - 3.er Regimiento de Fusileros Letones de Kurzeme
  - 4.º Regimiento de Fusileros Letones de Vidzeme
- 2.ª Brigada de Fusileros Letones
  - 5.º Regimiento de Fusileros Letones de Zemgale
  - 6.º Regimiento de Fusileros Letones de Tukums
  - 7.º Regimiento de Fusileros Letones de Bauska
  - 8.º Regimiento de Fusileros Letones de Valmiera

## Fusileros Letones Rojos
La unidad siempre fue pequeña, no más de 12.000 fusileros se quedaron con los bolcheviques; el resto, unos 25 000, formaría el núcleo del Ejército Letón o había sido desmovilizado desde la caída del zar. Posteriores intentos de reclutar más letones serían un fracaso por el número de deserciones.
En mayo de 1917, los regimientos letones transfirieron su lealtad a los bolcheviques. Comenzaron a ser conocidos como Fusileros Letones Rojos (letón: Latviešu sarkanie strēlnieki; ruso: Красные латышские стрелки) y participaron activamente en la Guerra Civil Rusa. Los fusileros tomaron una parte activa en la supresión de los levantamientos contrarrevolucionarios antibolcheviques de Moscú y Yaroslavl en 1918. Combatieron contra Estonia, Denikin, Yudénich y Wrangel. Destacando particularmente su lucha contra la Legión Checoslovaca en la región del Volga en 1918 -donde murió casi la mitad- y su papel en la defensa de Petrogrado ante el ataque de Yudénich en 1919. Tras la victoria en la Operación Oriol-Kromy contra Denikin en octubre de 1919, la división de Fusileros Letones recibió la más alta condecoración militar del momento: la Orden de la Bandera Roja. Jukums Vācietis, un antiguo coronel de los Fusileros Letones, se convirtió en el primer Glavkom (comandante en jefe) del Ejército Rojo. 
Los Fusileros Letones Rojos fueron cruciales en el intento de establecer la República Socialista Soviética Letona. Sufrieron grandes pérdidas de personal debido a la decreciente popularidad de las ideas bolcheviques entre sus propias filas y entre los letones en general, y la mayoría fue trasladada a otros frentes de la Guerra Civil Rusa. Las fuerzas que quedaron del Ejército Rojo en Letonia fueron derrotadas por los voluntarios bálticos alemanes y las unidades letonas recientemente formadas, mandadas primero por el coronel Kalpaks y más tarde por el coronel Balodis, que eran leales a la República Letona que controlaba Letonia occidental; por el Ejército estonio que incluía la Brigada Letona del Norte, y finalmente en la campaña conjunta del Ejército polaco y del nuevo Ejército letón en Latgale, al sureste de Letonia.
Su última operación militar fue participar en la conquista de Crimea, en noviembre de 1920. El día 29 de ese mes la unidad fue oficialmente disuelta.
Tras el Tratado de paz soviético-letón de 1920 entre Letonia y la República Socialista Federativa Soviética de Rusia, miles de ex Fusileros Letones Rojos retornaron a Letonia. Otros exfusileros permanecieron en la Rusia Soviética y alcanzaron posiciones de liderazgo en el Ejército Rojo, en el Partido Comunista de la Unión Soviética y en la Checa. Muchos, sin embargo, fueron más tarde ejecutados o encarcelados (a menudo pereciendo en los campos del Gulag) durante la Gran Purga, cuando la mayoría de los «viejos» bolcheviques, altos mandos militares y oficiales de espionaje (así como muchos intelectuales) fueron perseguidos por Stalin como potenciales rivales o traidores. Cuando la URSS ocupó Letonia en 1940, muchos de los Fusileros Rojos supervivientes retornaron a Letonia.
Debe repararse en que los líderes comunistas soviéticos más famosos de la Letonia previa a la I Guerra Mundial —Jānis Lācis, Yákov Peters (Jēkabs Peterss), Arvīds Pelše, Jānis Bērziņš, Yan Rudzutak (Jānis Rudzutaks), Pēteris Stučka o Roberts Eihe— no formaron parte de los Fusileros Rojos. Todos ellos, excepto Stučka (que falleció en 1932) y Pelše, perecieron en la Gran Purga de 1937-1940.

## Fusileros Letones Blancos
En 1917, un número más pequeño de Fusileros Letones, la mayoría oficiales, se opusieron a los bolcheviques. Oficiales como Kārlis Goppers y Frīdrihs Briedis intentaron evitar la expansión de las ideas bolcheviques entre los soldados letones. Las sangrientas Batallas de Navidad y de enero de 1916-1917 impidieron sus esfuerzos por luchar contra la ideología bolchevique. Los oponentes del bolchevismo abandonaron el servicio militar, bien de grado o por fuerza, o se unieron al Movimiento Blanco. Durante la última fase de la Guerra Civil, dos unidades letonas fueron creadas en los Urales y en el Extremo Oriente (el Batallón Troitsk y el Regimiento Imanta), pero no tomaron parte en ninguna acción militar significativa, y fueron enviadas a Letonia, por entonces ya una nación independiente. 

## Los Fusileros Letones en el arte y la cultura popular

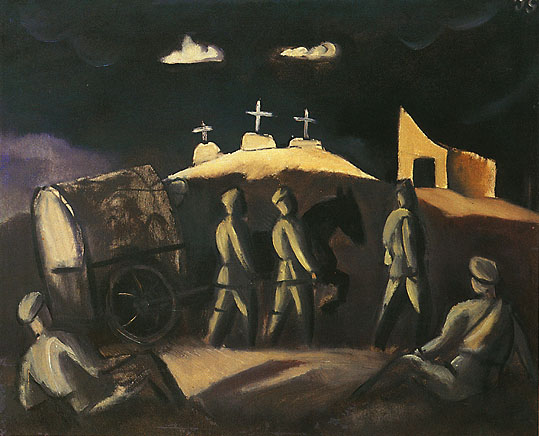
Cruces blancas (1916), por Jāzeps Grosvalds.

Los Fusileros Rojos han sido una fuente de larga inspiración en el arte letón. Muchos escritores, poetas y pintores se han inspirado en los Fusileros Letones y sus batallas. Los trabajos más notables son:
- Una colección de poesía épica sobre los Fusileros Letones y sus batallas en Letonia y Rusia, Mūžības skartie (Afectado por la eternidad), del poeta Aleksandrs Čaks.
- La novela histórica Dvēseļu putenis (Ventisca de almas) del escritor Aleksandrs Grīns, él mismo exfusilero. El principal protagonista de la novela es un joven estudiante letón que se alista en una unidad de Fusileros Letones.
- Una serie de pinturas (Fusileros Letones, 1916–1917 y Refugiados, 1915–1917) del pintor letón Jāzeps Grosvalds, que también sirvió en las unidades de Fusileros Letones.

La banda de heavy metal Skyforger tiene un álbum llamado Latviešu strēlnieki (Fusileros Letones). Está dedicado a los Fusileros Letones y a sus batallas durante la Primera Guerra Mundial. 